# Fearless (Jazmine Sullivan)
Fearless è l'album in studio di debutto della cantante statunitense Jazmine Sullivan, pubblicato il 23 settembre 2008 dall'etichetta discografica J Records.
Prodotto da Missy Elliott, Stargate e Salaam Remi, dall'album sono stati estratti i singoli Need U Bad e Bust Your Windows, che hanno scalato le classifiche statunitensi di Billboard. L'album e la cantante sono stati candidati a cinque Grammy Awards 2009.

## Tracce
1. "Bust Your Windows" (Salaam Remi) – 4:26
2. "Need U Bad" (Missy Elliott & Lamb) – 4:17
3. "My Foolish Heart" (Ivan Barias & Carvin Haggins) – 3:39
4. "Lions, Tigers & Bears" (Salaam Remi) – 4:11
5. "Call Me Guilty" (Salaam Remi) – 3:25
6. "One Night Stand" (Fisticuffs) – 3:33
7. "After the Hurricane" (Stargate) 3:58
8. "Dream Big" (Missy Elliott & Lamb) – 3:36
9. "Live a Lie" (Salaam Remi) – 3:16
10. "Fear" (Dirty Harry) – 3:54
11. "In Love with Another Man" (Anthony Bell & Jazmine Sullivan) 4:24
12. "Switch!" (Jack Splash) – 3:02

### Bonus Track
1. "Best of Me" (iTunes bonus track) (Salaam Remi) – 2:47
2. "Need U Bad (Remix)" feat. T.I. (Japan bonus track) (Missy Elliott & Lamb) – 4:16
3. "Need U Bad (Video)" (bonus track giapponese) (Missy Elliott & Lamb) – 4:17
4. "Bust Your Windows (Video)" (bonus track giapponese) (Salaam Remi) – 4:10